# Stump Mountain
Der Stump Mountain ist ein über 310 m hoher und felsiger Berg an der Mawson-Küste des ostantarktischen Mac-Robertson-Lands. Er ragt 3 km südwestlich des Byrd Head auf.
Norwegische Kartographen kartierten ihn anhand von Luftaufnahmen der Lars-Christensen-Expedition 1936/37. Sie benannten ihn als Stabben (norwegisch für Stumpf). Das Antarctic Names Committee of Australia übertrug diese Benennung ins Englische, auch um Verwechslungen mit dem gleichnamigen Berg im Königin-Maud-Land zu vermeiden.